# Leoben (huyện)
Bezirk Leoben là một huyện của bang
Styria ở Áo.

## Các đô thị
Các thị xã (Städte) bằng chữ đậm; các phố thị (Marktgemeinden) bằng chữ xiên, các khu ngoại ô, làng và các đơn vị khác của một đô thị được hiển thị bằngchữ nhỏ.
- Eisenerz
- Gai
  - Edling, Gausendorf, Gimplach, Gößgraben, Kurzheim, Oberdorf, Putzenberg, Schardorf, Töllach, Untergimplach, Unterkurzheim, Windischbühel
- Hafning bei Trofaiach
  - Hafning bei Trofaiach, Krumpen, Laintal, Rötz, Treffning
- Hieflau
  - Jassingau
- Kalwang
  - Pisching, Schattenberg, Sonnberg
- Kammern im Liesingtal
  - Dirnsdorf, Glarsdorf, Leims, Liesing, Mochl, Mötschendorf, Pfaffendorf, Seiz, Sparsbach, Wolfgruben
- Kraubath an der Mur
  - Kraubathgraben, Leising
- Leoben
  - Donawitz, Göß, Hinterberg, Judendorf, Leitendorf, Seegraben
- Mautern in Steiermark
  - Eselberg, Liesingau, Magdwiesen, Rannach, Reitingau
- Niklasdorf
- Proleb
  - Kletschach, Köllach, Prentgraben
- Radmer
  - Radmer an der Hasel, Radmer an der Stube
- Sankt Michael in Obersteiermark
  - Brunn, Greith, Hinterlainsach, Jassing, Liesingtal, Vorderlainsach
- Sankt Peter-Freienstein
  - Hessenberg, Tollinggraben, Traidersberg
- Sankt Stefan ob Leoben
  - Kaisersberg, Lichtensteinerberg, Lobming, Niederdorf, Zmöllach
- Traboch
  - Madstein, Stadlhof, Timmersdorf
- Trofaiach
- Vordernberg
- Wald am Schoberpaß
  - Liesing, Melling

| sửa | Thành phố và huyện (Bezirke) của Steiermark | Flag of Austria |
| \| \| Graz Bruck-Mürzzuschlag \\| Deutschlandsberg \\| Graz-Umgebung \\| Hartberg-Fürstenfeld \\| Leibnitz \\| Leoben \\| Liezen \\| Murau \\| Murtal \\| Südoststeiermark \\| Voitsberg \\| Weiz \| | |                 |
| Styria map | Graz Bruck-Mürzzuschlag \| Deutschlandsberg \| Graz-Umgebung \| Hartberg-Fürstenfeld \| Leibnitz \| Leoben \| Liezen \| Murau \| Murtal \| Südoststeiermark \| Voitsberg \| Weiz |                 |